# Heather Bleasdale
Heather Bleasdale est une actrice britannique. 

## Carrière
Elle a surtout joué des rôles secondaires dans plusieurs séries : Brigade volante, Journal intime d'une call girl, EastEnders... En 2002 elle apparaît brièvement dans le rôle de la mère d'Hermione Granger dans Harry Potter et la Chambre des secrets.

## Filmographie

### Cinéma
- 2002 : Harry Potter et la Chambre des secrets, de Chris Columbus : Mrs. Granger
- 2008 : Vendetta, de Tony Maylam : Sarah
- 2008 : Last Chance for Love, de Joel Hopkins : Réceptionniste
- 2009 : Mr. Right, de David Morris and Jacqui Morris : Mère de Barnaby

### Télévision
- 1994-2010 : Brigade volante (Série télévisée) : Plusieurs personnages
- 1996-2010 : Casualty : Janey Greavey / Kay Hartnell
- 1997 : Bright Hair (Téléfilm), de Christopher Menaul : Miss Wood
- 1999 : Wing and a Prayer (Série télévisée) : WPC Pemberton
- 1999 : Dockers (Téléfilm), de Bill Anderson : Blair Babe
- 1999 : Grafters (Série télévisée) : Lizzie
- 1999 : Warriors, l'impossible mission (Téléfilm), de Peter Kosminsky : Mother
- 2000-2010 : Doctors (Série télévisée) : Plusieurs personnages
- 2000 : Médecins de l'ordinaire (Série télévisée) : Jane Mitchell
- 2001 : Meurtres en sommeil (Série télévisée) : Bridget Sullivan
- 2001 : Judge John Deed (Série télévisée) : Security Manager
- 2001-2007 : Holby City (Série télévisée) : Serena Clifford / Lynn Walsh / Sarah Ferris
- 2002 : Mersey Beat (Série télévisée) : Caroline Morgan
- 2002-2007 : Heartbeat (Série télévisée) : Brenda Garnett / June
- 2003 : Sons & Lovers (Téléfilm), de Stephen Whittaker : Mrs. Anthony
- 2003 : Keen Eddie (Série télévisée) : Cheryl Boskins
- 2003 : Trevor's World of Sport (Série télévisée) : Joy Struthers
- 2003-2006 : EastEnders (Série télévisée) : D.S. Wilson
- 2004 : Powers (Série télévisée) : Janey Watkins
- 2004 : Where the Heart Is (Série télévisée) : Jen Nicholls
- 2005 : The Golden Hour (Série télévisée) : Maddy
- 2006 : Shoot the Messenger (Pièce de théâtre) : Tracey Willis
- 2007 : Affaires non classées (Série télévisée) : E-Seminar Moderator
- 2007 : Journal intime d'une call girl (Série télévisée) : Kate
- 2008 : Outnumbered (Série télévisée) : Paula
- 2009 : Murderland (Série télévisée) : Journaliste
- 2010 : Identity (Série télévisée) : DS Carol Field
- 2011 : Londres, police judiciaire (Série télévisée) : Gemma Burton
- 2012 : Hollyoaks (Série télévisée) : Annette Palmer